# Milan Damjanović
Milan Damjanović (en serbio cirílico: Милан Дамјановић; 15 de octubre de 1943, Knin – 23 de mayo de 2006, Belgrado) fue un futbolista serbio. Actuaba como defensa y desarrolló su carrera deportiva en Yugoslavia, en el Partizán, y Francia, en el Angers y Le Mans. Fue internacional con Yugoslavia, con quien llegó a la final de la Eurocopa 1968 que perdieron ante Italia.